# 크랩 딥
크랩 딥(crab dip), 때로는 메릴랜드 크랩 딥(Maryland crab dip)이라고도 불리는 이 음식은 일반적으로 크림 치즈와 덩어리 게살로 만드는 걸쭉하고 크림 같은 딥이다. 마요네즈와 같은 다른 주요 재료도 사용될 수 있다. 다양한 종류의 게 요리, 종, 상과가 사용되며, 다양한 추가 재료가 들어간다. 일반적으로 뜨겁게 제공되지만, 차갑게 제공되는 경우도 있다. 뜨거운 딥은 주로 굽거나 브로일한다. 때로는 전채로 제공되기도 한다. 크래커와 다양한 빵이 곁들여질 수 있다. 일부 미국 식당에서는 크랩 딥을 제공하며, 상업적으로 생산되는 종류도 있고, 일부 경기장에서는 매점의 일부로 제공하기도 한다.

## 재료
크랩 딥을 만들 때 신선하거나, 냉동하거나, 통조림에 담긴 게살을 사용할 수 있다. 점보 럼프, 럼프 백핀, 다리 및 집게살 등 다양한 종류의 게살이 사용될 수 있다. 또한 청게, 던지네스게 및 알래스카 왕게과 등 다양한 종류의 게 종과 상과도 사용된다.
일부 버전에서는 주요 재료로 크림 치즈 대신 또는 크림 치즈와 함께 마요네즈, 페퍼잭 치즈, 브리 치즈 또는 체다 치즈와 같은 다른 종류의 치즈를 사용할 수 있다. 일부는 게 외에 모조 게살, 랍스터 살, 새우 및 고기풀과 같은 다른 해산물을 포함할 수 있다. 추가 재료로는 버섯, 아티초크, 양파, 쪽파, 샬롯, 피망, 빵가루(판코 등), 생크림 등이 있다. 빵가루는 요리 위에 뿌려져 조리 과정에서 갈색으로 변해 껍질을 형성할 수 있다. 때로는 파르메산 치즈를 빵가루와 섞기도 한다. 일부 버전에서는 올드 베이 시즈닝을 재료로 사용하여 맛을 더하며, 어떤 것은 핫소스와 고춧가루 같은 재료를 추가하여 맵게 만들기도 한다.

크랩 딥
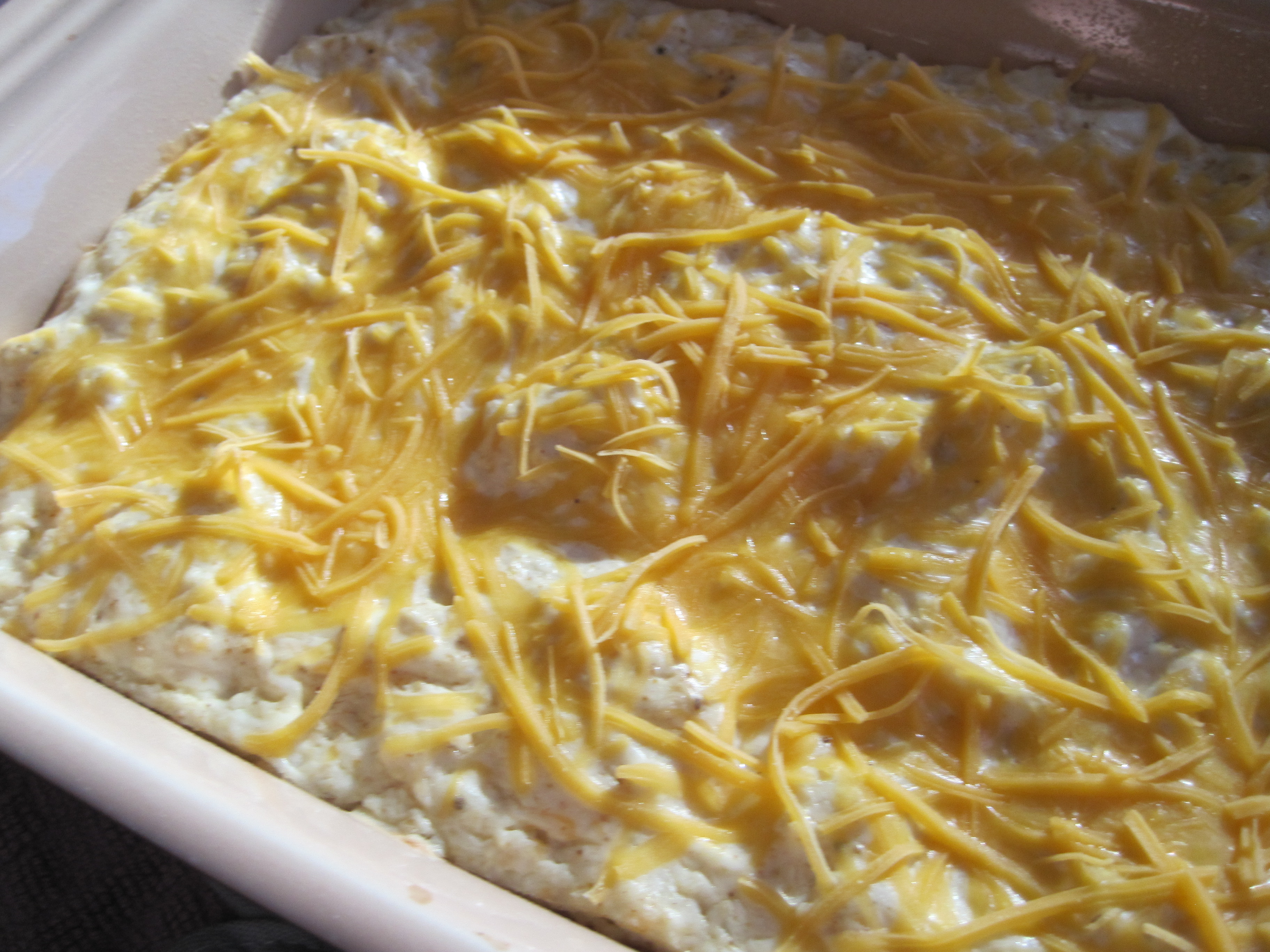
체다 치즈를 곁들인 따뜻한 크랩 딥
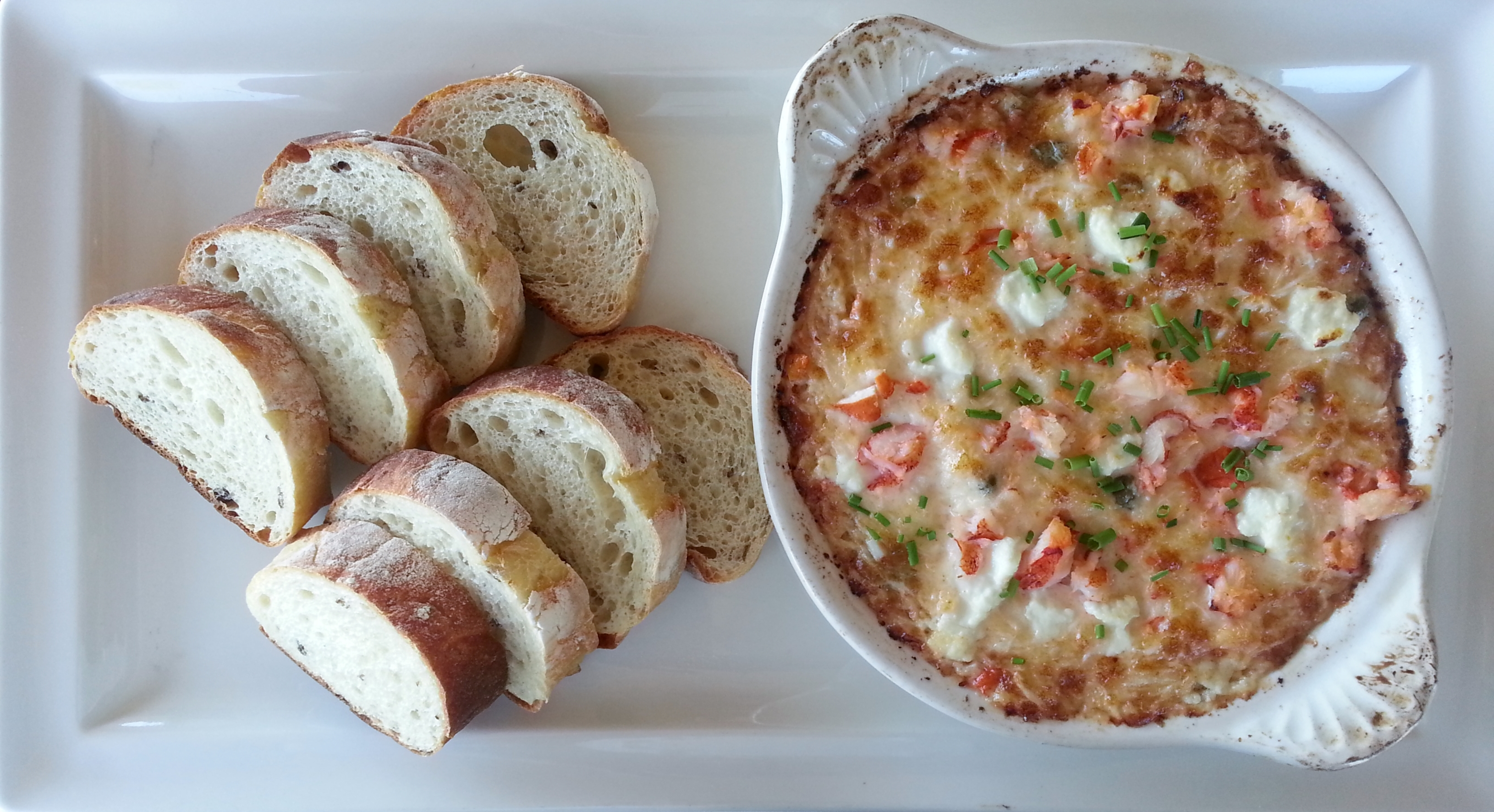
빵과 함께 제공되는 따뜻한 게와 랍스터 딥
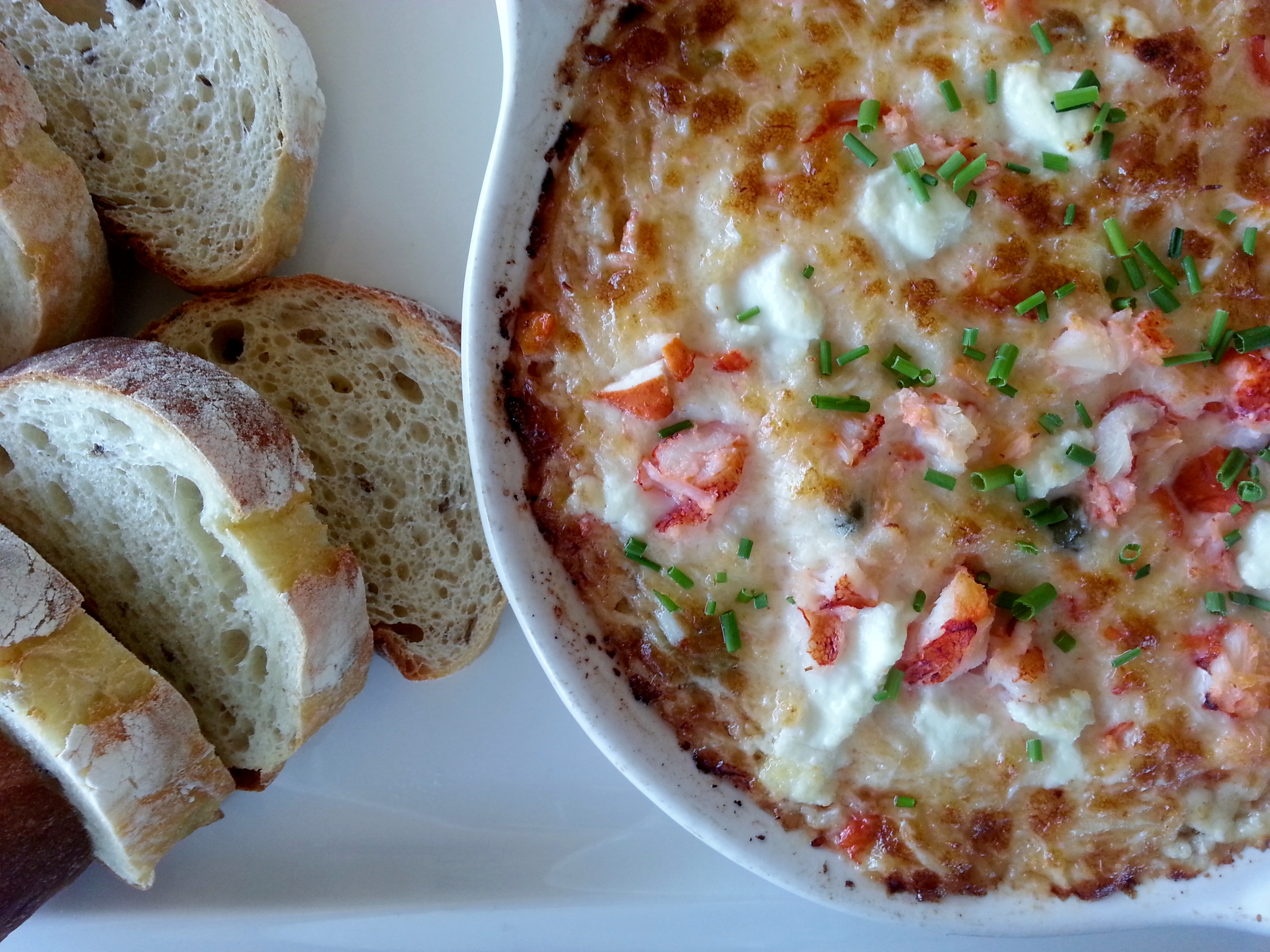
동일한 게와 랍스터 딥의 클로즈업
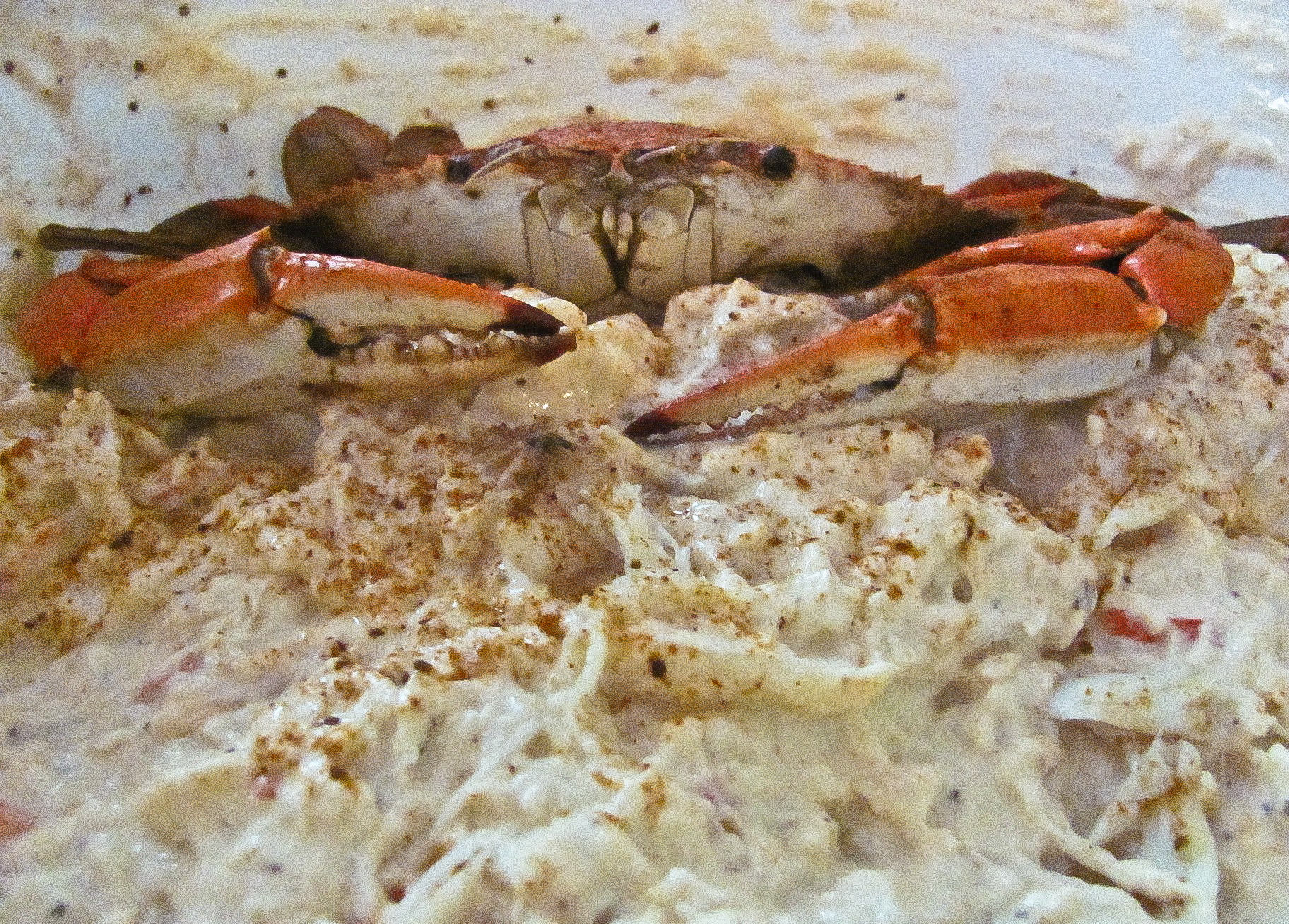
게살이 얹어진 크랩 딥 클로즈업

## 준비 및 제공
일부 미국 식당에서는 메뉴에 크랩 딥을 제공한다. 상업적으로 대량생산된 크랩 딥도 생산된다. 크랩 딥은 미리 준비하여 냉장 보관했다가 나중에 조리할 수 있다. 사워도우 빵처럼 속을 파낸 빵에 담아 제공할 수 있다. 크랩 딥은 크래커, 납작빵, 피타 빵, 빵, 크로스티노, 프레첼, 얇게 썬 채소 등 다양한 곁들임 음식과 함께 제공될 수 있다.

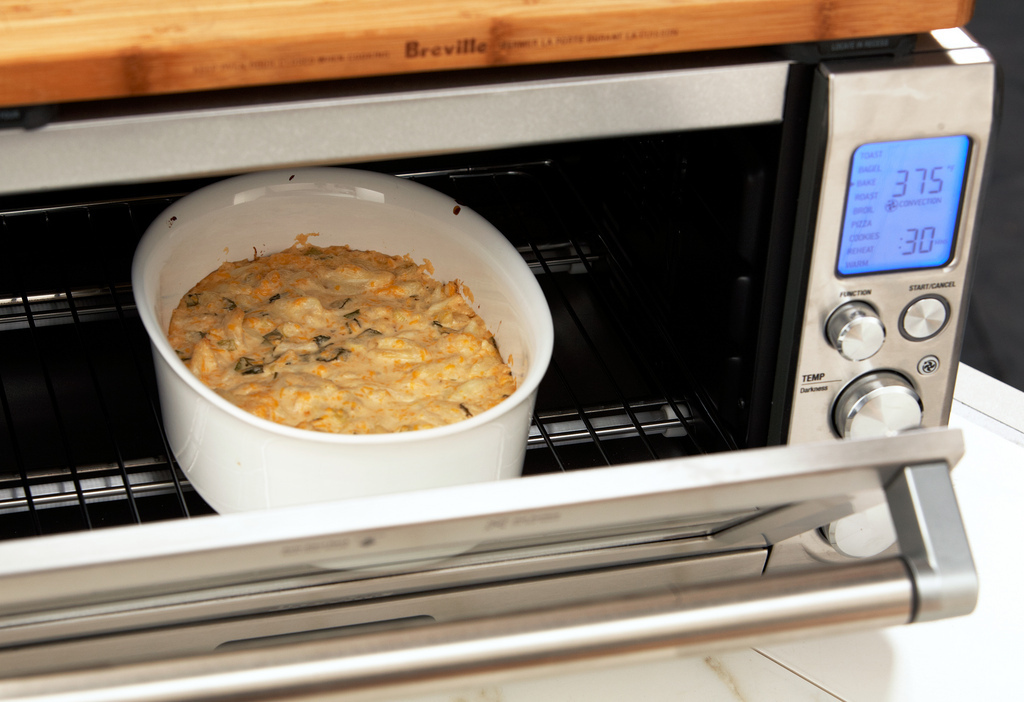
토스터 오븐에서 구워지는 크랩 딥
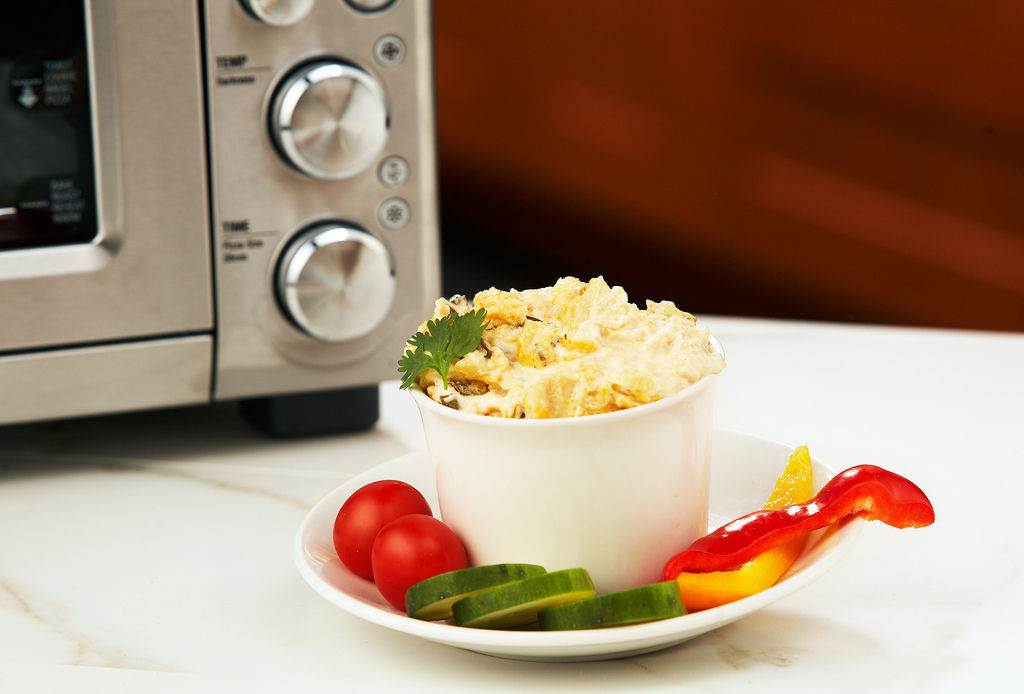
채소와 함께 제공되는 크랩 딥

## 경기장 매점
워싱턴 D.C. 네이비 야드 지역에 위치한 내셔널스 파크 야구장은 워싱턴 내셔널스의 홈구장으로, 매점 메뉴 중 하나로 하프 스모크, 메릴랜드 크랩 딥, 버지니아 햄으로 만든 "더 DMV"라는 샌드위치를 제공한다. 2014년 8월, 칼리지파크 (메릴랜드주) 메릴랜드 대학교 캠퍼스에 위치한 버드 스타디움은 매점 메뉴로 4인분용으로 700 g (1 1⁄2 lb)의 부드러운 프레첼에 크랩 딥과 녹인 치즈를 얹어 구운 음식을 제공할 계획이라고 보도되었다. 버드 스타디움은 또한 나초와 "크랩 프라이"와 같이 게를 사용하여 만든 다른 음식도 제공한다.

## 같이 보기
- 조개 딥
- 딥
- 게 요리 목록
- 전채 목록